# Rudolf Motsch
Rudolf Motsch (* 5. Februar 1920; † 22. März 1997) war ein deutscher Fußballspieler.

## Sportlicher Werdegang
Motsch begann mit dem Fußballspielen beim VfL Neu-Isenburg, der 1938 mit dem Lokalrivalen SV 1911 zur Spvgg. 03 Neu-Isenburg fusionierte. 1942 stieg der Verein in die Gauliga Hessen-Nassau auf, inwiefern er dort mitwirkte ist angesichts der Quellenlage unklar. Nach dem Zweiten Weltkrieg schloss er sich 1946 Eintracht Frankfurt in der Oberliga Süd an. Vor Beginn der Meisterschaft gewann er am 22. September des Jahres mit dem Klub durch einen 3:2-Endspielerfolg über den Lokalrivalen Rot-Weiss Frankfurt den Großhessischen Pokal, mit zwei Treffern – das dritte Tor erzielte Georg Muth – war er dabei einer der entscheidenden Akteure. Zu Beginn der Oberliga-Süd-Spielzeit 1946/47 setzte ihn Trainer Emil Melcher lediglich vereinzelt ein, insgesamt brachte er es auf drei Ligaeinsätze für die SGE. Später wechselte er zum Lokalrivalen Rot-Weiss Frankfurt, für den er nach dem Aufstieg in die Oberliga im Sommer 1947 noch 23 Erstligaspiele bestritt.
1948 kehrte Motsch zur Spvgg. 03 Neu-Isenburg zurück. Mit dem zwischenzeitlich viertklassig antretenden Verein gelang ihm 1953 der Aufstieg in die 1. Amateurliga Hessen, wo er noch ein Jahr aktiv war. Mit seiner Mannschaft erreichte er das Finale um die Deutsche Amateurmeisterschaft. Am 26. Juni 1954 unterlag er mit ihr in der Gelsenkirchener Glückauf-Kampfbahn dem TSV Marl-Hüls mit 1:6. Eine Grippewelle im Herbst 1957 führte zu seinem Comeback für den Klub, der mittlerweile in der II. Division antrat. Beim Zweitligisten kam er jedoch vornehmlich in der Reservemannschaft zum Einsatz, ehe er seine Karriere endgültig beendete.
Über den weiteren Lebensweg Motschs ist nichts bekannt.